# Kiss of Death (Motörhead)
| Recensione             | Giudizio |
| ---------------------- | -------- |
| AllMusic               |          |
| Encyclopaedia Metallum | 85/100   |

Kiss of Death è il diciottesimo album in studio dei Motörhead, pubblicato nel 2006 per l'etichetta SPV.

## Il disco
L'album si apre con la classica canzone in stile Motorhead "Sucker".
Successivamente arrivano ."One Night Stand", traccia molto rock & roll e "Devil I Know".
Ritmo un po' più lento (riff quasi blues) invece per la quinta track "Under The Gun".
"God Was Never On Your Side", invece è una ballata con Lemmy alla chitarra acustica, un velo di tastiera e lunghi assoli di chitarra. 
Con "Living In The Past" si ritorna invece alle sonorità motorheadiane di sempre.
Le seguenti tracce sono "Christine", canzone puramente rock & roll, e "Sword Of Glory". "Be My Baby", della quale è uscito anche un videoclip online, è invece una canzone più dura delle precedenti con continui cambi di tempo.
L'ultima traccia "Going Down" vede un testo quasi autobiografico, (scritto dai Motörhead e da Todd Campbell, il figlio del chitarrista Phil) in cui viene chiamato in causa anche il Dr. Rock dell'album Orgasmatron, Un'altra particolarità di questa canzone è la frase "viva il rock & roll" in italiano, pronunciata dal cantante verso le note finali.
In alcune edizioni speciali dell'album sono incluse due bonus tracks, "R.A.M.O.N.E.S." uscita per la prima volta nell'album 1916 e la cover "Whiplash" dei Metallica, con la quale la band ha vinto nel 2005 il Grammy Award per Best Metal Performance.
Alla fine Kiss of Death non si discosta molto dalle ultime uscite discografiche della band, anche se risulta meno heavy metal del precedente Inferno e con ritmi soprattutto hard rock.
Il disco ha raggiunto buone posizioni nelle classifiche, soprattutto in paesi come Germania (quarta posizione, la più alta di sempre nel paese), Norvegia (n. 9), Svezia (n. 13), Austria e Svizzera. In Inghilterra il disco ha raggiunto la posizione 45, registrando la più alta entrata SPV di sempre.

## Tracce
Tute le tracce sono scritte da Lemmy Kilmister, Phil Campbell e Mikkey Dee eccetto Going Down, in collaborazione con Todd Campbell e la cover dei Metallica Whiplash, non contenuta in tutte le versioni dell'album.
1. Sucker – 2:59
2. One Night Stand – 3:05
3. Devil I Know – 3:00
4. Trigger – 3:53
5. Under the Gun – 4:44
6. God Was Never On Your Side – 4:21
7. Living In The Past – 3:45
8. Christine – 3:42
9. Sword of Glory – 3:57
10. Be My Baby – 3:40
11. Kingdom of the Worm – 4:08
12. Going Down (Todd Campbell, Motörhead) – 3:35

### Bonus track
- 13. R.A.M.O.N.E.S. 1:22 Sanctuary Limited Edition
- 14. Whiplash (Hetfield, Ulrich) 3:49 SPV Limited Edition (Metallica cover)

## Formazione
- Lemmy Kilmister - basso, voce
- Phil Campbell - chitarra
- Mikkey Dee - batteria

### Ospiti speciali
- C.C. DeVille – chitarra per la traccia "God Was Never On Your Side"
- Mike Inez – chitarra per la traccia "Under The Gun"
- Zoli Téglás – voce addizionale per la traccia "God Was Never On Your Side"